# Daniela Klemenschits
Ne pas confondre avec Sandra Klemenschits, sa sœur jumelle également joueuse de tennis.
Daniela Klemenschits (13 novembre 1982 - 9 avril 2008) est une joueuse de tennis autrichienne, professionnelle de la fin des années 1990 à 2007.

## Biographie
Pendant sa carrière, Daniela Klemenschits n'a gagné aucun titre WTA, s'illustrant essentiellement sur le circuit ITF.
Elle est la sœur jumelle de Sandra, sa partenaire presque exclusive en double. Elles ont ensemble atteint la 95e place mondiale en 2005, soit le meilleur classement obtenu par une paire autrichienne.
Elle meurt le 9 avril 2008, à l'âge de 25 ans, des suites d'un cancer.

## Palmarès

### Titre en double dames
Aucun

### Finale en double dames
| No | Date       | Nom et lieu du tournoi | Catégorie | Dotation  | Surface      | Vainqueures                      | Partenaire          | Score    |          |
| -- | ---------- | ---------------------- | --------- | --------- | ------------ | -------------------------------- | ------------------- | -------- | -------- |
| 1  | 16/05/2005 | Istanbul Cup Istanbul  | Tier III  | 200 000 $ | Terre (ext.) | Marta Marrero Ant. Serra Zanetti | Sandra Klemenschits | 6-4, 6-0 | Parcours |

## Parcours en Fed Cup
| #                                                                 | Date       | Lieu       | Surface      | Gagnante(s)                              | Perdante(s)                              | Score    |          |
|                                                                   |            |            |              |                                          |                                          |          |          |
| 2005 - 1/4 de finale (groupe mondial) - Autriche - France - 1 : 4 |            |            |              |                                          |                                          |          |          |
| 1                                                                 | 23/04/2005 | Pörtschach | Terre (ext.) | Nathalie Dechy Virginie Razzano          | Daniela Klemenschits Sandra Klemenschits | 6-4, 7-5 | Parcours |
|                                                                   |            |            |              |                                          |                                          |          |          |
| 2005 - Barrage (groupe mondial I) - Suisse - Autriche - 1 : 4     |            |            |              |                                          |                                          |          |          |
| 2                                                                 | 09/07/2005 | Lausanne   | Terre (ext.) | Daniela Klemenschits Sandra Klemenschits | Stefanie Vögele Gaelle Widmer            | 6-0, 6-2 | Parcours |

## Classements WTA en fin de saison

### En simple
| Année | 1999 | 2000 | 2001 | 2002 | 2003 | 2004 | 2005 |
| Rang  | 981  | 664  | 393  | 481  | 608  | 763  | 1108 |

Source : (en) « Classements de Daniela Klemenschits », sur le site officiel du WTA Tour

### En double
| Année | 1999 | 2000 | 2001 | 2002 | 2003 | 2004 | 2005 | 2006 | 2007 |
| Rang  | 690  | 377  | 229  | 272  | 198  | 189  | 100  | 190  | 719  |

Source : (en) « Classements de Daniela Klemenschits », sur le site officiel du WTA Tour